# Анкара
Анкара (тур. Ankara) је главни град Турске и истоименог вилајета. Према попису из 2022. године у граду је живело 5.187.949 становника.
У византијском периоду је била позната као Анкира (грч. Ἄγκυρα [], „сидро“). Име Ангора је коришћено до 1930. године. Након проглашења Републике Турске 1923. Анкара постаје главни град уместо Истанбула. Од 1919. године Ангора је сједиште народне владе Мустафе Кемал-паше Ататурка који је повео рат за ослобађање турских територија. 1923. године Кемал паша је прогласио Ангору за главни град Турске. 1930. године Ангора је промијенила име у Анкару.
Град се састоји од старог, сјеверног дијела, који је сачувао средњовјековно-источњачки изглед и од модерног јужног дијела који је подигнут углавном након 1923. године.

## Етимологија
Као и многи други антички градови и Анкара је више пута у својој историји мењала своје име. Првобитно се звала Анкуваш кад је била хетитски култни центар. У доба Старе Грчке звала се Анкира (грчки: Ἄγκυρα [], „сидро”). Од османских времена након 1073. постала је знана као Ангора. Име је променила 1930. кад је одлуком турске државне поште постала - Анкара.

## Географија
Анкара лежи на северозападу Турске, 200 km од црноморске обале и 450 km југоисточно од Истанбула.
Историјски центар Анкаре сместио се на стеновитом брду високом 150 m, на левој обали ријеке Анкара, притоке Сакарје.

### Клима
Анкара има чисту Континенталну климу, са хладним снежним зимама и топлим сувим летима. Кише падају у прољеће и јесен, али у малом обиму јер на Анкару падне просечно на годину само око 415 mm падавина, тако да по Кепеновог класификацији климе готово да има Полупустињску климу BSh, BSk
| Клима Анкаре (1927–2017)                                | Клима Анкаре (1927–2017) | Клима Анкаре (1927–2017) | Клима Анкаре (1927–2017) | Клима Анкаре (1927–2017) | Клима Анкаре (1927–2017) | Клима Анкаре (1927–2017) | Клима Анкаре (1927–2017) | Клима Анкаре (1927–2017) | Клима Анкаре (1927–2017) | Клима Анкаре (1927–2017) | Клима Анкаре (1927–2017) | Клима Анкаре (1927–2017) | Клима Анкаре (1927–2017) |
| Показатељ \ Месец                                       | .Јан.                    | .Феб.                    | .Мар.                    | .Апр.                    | .Мај.                    | .Јун.                    | .Јул.                    | .Авг.                    | .Сеп.                    | .Окт.                    | .Нов.                    | .Дец.                    | .Год.                    |
| ------------------------------------------------------- | ------------------------ | ------------------------ | ------------------------ | ------------------------ | ------------------------ | ------------------------ | ------------------------ | ------------------------ | ------------------------ | ------------------------ | ------------------------ | ------------------------ | ------------------------ |
| Апсолутни максимум, °C (°F)                             | 16,6 (61,9)              | 21,3 (70,3)              | 27,8 (82)                | 31,6 (88,9)              | 34,4 (93,9)              | 37,0 (98,6)              | 41,0 (105,8)             | 40,4 (104,7)             | 37,7 (99,9)              | 33,3 (91,9)              | 24,7 (76,5)              | 20,4 (68,7)              | 41,0 (105,8)             |
| Максимум, °C (°F)                                       | 4,1 (39,4)               | 6,3 (43,3)               | 11,4 (52,5)              | 17,3 (63,1)              | 22,3 (72,1)              | 26,6 (79,9)              | 30,2 (86,4)              | 30,3 (86,5)              | 25,9 (78,6)              | 19,8 (67,6)              | 12,9 (55,2)              | 6,4 (43,5)               | 17,8 (64)                |
| Просек, °C (°F)                                         | 0,2 (32,4)               | 1,6 (34,9)               | 5,7 (42,3)               | 11,3 (52,3)              | 16,1 (61)                | 20,1 (68,2)              | 23,5 (74,3)              | 23,4 (74,1)              | 18,8 (65,8)              | 12,9 (55,2)              | 7,1 (44,8)               | 2,4 (36,3)               | 11,9 (53,4)              |
| Минимум, °C (°F)                                        | −3,3 (26,1)              | −2,4 (27,7)              | 0,5 (32,9)               | 5,2 (41,4)               | 9,6 (49,3)               | 12,8 (55)                | 15,7 (60,3)              | 15,9 (60,6)              | 11,7 (53,1)              | 7,0 (44,6)               | 2,4 (36,3)               | −0,8 (30,6)              | 6,2 (43,2)               |
| Апсолутни минимум, °C (°F)                              | −24,9 (−12,8)            | −24,2 (−11,6)            | −19,2 (−2,6)             | −7,2 (19)                | −1,6 (29,1)              | 3,8 (38,8)               | 4,5 (40,1)               | 5,5 (41,9)               | −1,5 (29,3)              | −9,8 (14,4)              | −17,5 (0,5)              | −24,2 (−11,6)            | −24,9 (−12,8)            |
| Количина падавина, mm (in)                              | 39,5 (1,555)             | 35,0 (1,378)             | 38,6 (1,52)              | 42,3 (1,665)             | 51,2 (2,016)             | 34,2 (1,346)             | 13,7 (0,539)             | 11,5 (0,453)             | 17,8 (0,701)             | 27,6 (1,087)             | 31,7 (1,248)             | 43,9 (1,728)             | 387,0 (15,236)           |
| Дани са падавинама                                      | 12,1                     | 11,1                     | 10,7                     | 11,0                     | 12,1                     | 8,4                      | 3,4                      | 2,6                      | 4,0                      | 6,8                      | 8,0                      | 11,6                     | 101,8                    |
| Релативна влажност, %                                   | 79                       | 75                       | 65                       | 58                       | 57                       | 51                       | 43                       | 41                       | 46                       | 56                       | 70                       | 78                       | 60                       |
| Сунчани сати — месечни просек                           | 83,7                     | 110,2                    | 161,2                    | 195,0                    | 263,5                    | 303,0                    | 353,4                    | 334,8                    | 276,0                    | 207,7                    | 138,0                    | 77,5                     | 2.504                    |
| Сунчани сати — дневни просек                            | 2,7                      | 3,9                      | 5,2                      | 6,5                      | 8,5                      | 10,1                     | 11,4                     | 10,8                     | 9,2                      | 6,7                      | 4,6                      | 2,5                      | 6,84                     |
| Извор #1: Турски државни метеоролошки сервис            |                          |                          |                          |                          |                          |                          |                          |                          |                          |                          |                          |                          |                          |
| Извор #2: Немачки временски сервис (влажност 1931–1960) |                          |                          |                          |                          |                          |                          |                          |                          |                          |                          |                          |                          |                          |

## Историја
Прецизан датум оснивања Анкаре је даље неизвестан, археолошки налази указују да настањена још од каменог доба, као и то да се на простору града налазио просперитетни фригијски град од краја 2. миленијума п. н. е.
Александар Велики освојио је Анкару - 334. п. н. е., у 3. веку п. н. е. град је био престолница Тектосага једног галатског племена. Од 25. п. н. е. за време владавине цара Августа Анкара је постала део Римског царства.
За време византијске владавине, Анкара је била мета напада Персијанаца и Арапа. Око 1073. Анкара је пала у руке Селџука, али ју је крсташ Рејмонд Тулушки - 1101. преотео. Византија ипак није могла дуго да одржи своју власт, тако да је Анкара је постала камен спотицања између Селџука и њихових ривала међу турским граничним клановима, а након 1143. између самих селџучких принчева. Након оснивања Османског царства Анкара је почела да стагнира као периферни град царства.
Монголски владар Тимур заузео је Анкару 1354, али ју је већ 1403. преотео Орхан други султан Османске династије. Након тог је остала у османским рукама, у каснијим вековима, град је поновно постао важан, као трговачки центар на караванском путу за исток.
Након Првог светског рата - лидер младотурака Мустафа Кемал Ататурк, одабрао је Анкару за седиште свог штаба 1919. из ког је организовао борбу како против грчких интервенционистичких снага, тако и против султана и његове владе у Истанбулу. Након оснивања Републике Турске - 1923. Анкара је проглашена главним градом нове државе.

## Становништво
Према процени, у граду је 2009. живело 3.945.627 становника.
| 1990.     | 2000.     |
| --------- | --------- |
| 2.583.963 | 3.203.362 |

## Привреда
Држава је највећи послодавац у Анкари, пошто највећи број људи ради у државној администрацији. Али Анкара је други по величини индустријски центар у земљи, одмах након Истанбула. Анкара има бројне винарије, велику пивару, бројне фабрике прехрамбене индустрије, грађевинског материјала, фабрику трактора и цементару.

### Саобраћај
Анкара је важно прометно чвориште Турске, ту се укрштају магистрални аутопутеви и жељезничке пруге Анадолије.
Североисточно од центра града 28 km налази се велики Међународни аеродром Есенбога (IATA: ESB, ICAO: LTAC) изграђен 1955. године.

## Знаменитости
Архитектура Анкаре је огледало њене дуге прошлости. Из времена римске владавине остали су остатци терми, Јулијанов стуб и Августов храм подигнут 25. п. н. е. - 20. п. н. е. Из византијских времена остали су делови каштела на брду изнад града и гробље. Најстарија џамија у граду је Alâeddin, из доба Селџука (12. век) с једним минаретом, која се налази на обронцима брда на ком доминира каштел (кале).
Грађевине из османског периода су бројне, од њих вреди споменути џамију Haci Bayram (1427–1428), као и Безистан Махмуд Паше и Куршумли хан, две грађевине из 15. века које су данас преуређене у Музеј анадолијских цивилизација. У њему се чува светски позната Хетитска колекција. Вредан је и Етнографски музеј са својом збирком уметности и фолклора турског народа. Етнографски музеј се налази преко пута зграде опере у дистрикту Улус, код се Музеј анадолијских цивилизација налази на улазу у дворац Анкаре и у ствари је стари безистан. Музеј ликовних и вајарских уметности — налази се близу етнографског музеја и има богату колекцију турске уметности од 19. века до данашњих дана.
Аниткабир — маузолеј Ататурка, оца модерне турске државе. Налази се на узвишењу изнад града. У склопу маузолеја, изграђеног 1953. налази се и музеј са воштаном фигуром Кемала Ататурка, његовим списима, писмима, личним стварима и фотографијама које прате његов живот.

## Партнерски градови
- Минск
- Мајами
- Павлодар
- Ашхабад
- Нур Султан
- Пекинг
- Бишкек
- Букурешт
- Кишињев
- Ханој
- Кијев
- Куала Лумпур
- Кувајт
- Никозија
- Манама
- Москва
- Тирана
- Киншаса
- Бисао
- Уфа
- Могадиш
- Сана
- Вашингтон
- Софија
- Тбилиси
- Исламабад
- Бангкок
- Картум
- Сантијаго
- Дамаск
- Аман
- Сеул
- Душанбе
- Сарајево
- Приштина
- Северна Никозија